# Сельбуд
Сельбуд («сільський будинок») — сільська культурно-освітня установа в УРСР, один з видів політосвіти і почасти позашкільної освіти серед широких мас, створений на початку 1920-х років на противагу «Просвітам», ліквідованим 1922 (1921 в УРСР було 4007 «Просвіт» і 111 сельбудів).
Кількість сельбудів швидко зростала (також коштом нижчої форми сельбудів — хати-читальні): 1925 — 3 161 сельбудів і 6939 хат-читалень, у 1928—1929 роках — 4550 і 5 707 відповідно, у 1932—1933 роках — 7 400 і 4 000.
Сельбуди звичайно мали бібліотеку, більші з них театральну залу, приміщення для різних технічних, мистецьких і спортивних гуртків, у них влаштовувалися доповіді, вистави, кіносеанси тощо. По колективізації почали діяти клуби колгоспів (1940 — 12 133), а замість сельбудів — сільські будинки культури, які відтак стали основною клубною установою у селі (1971 — 18505; клубів колгоспів — 2456; хати-читальні зникли на початку 1960-х pp.). Майже всі сільські клубні установи підпорядковувались Міністерству культури УРСР.